# Нагпурская провинция

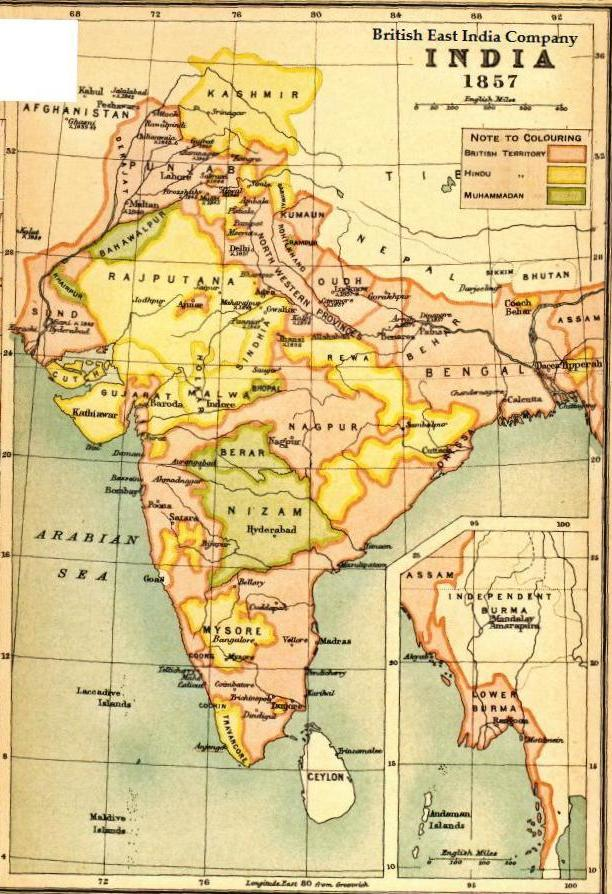
Британская Индия в 1857 году. Нагпурская провинция — примерно в центре карты

Нагпурская провинция (англ. Nagpur Province) — провинция Британской Индии, которая охватывала частично территории следующих современных индийских штатов: Мадхья-Прадеш, Махараштра и Чхаттисгарх. Она была образована в 1853 году, когда британцы присоединили туземное княжество Нагпур. В 1861 году вошла в состав Центральных провинций. Нагпур стал столицей новообразованной территориальной единицы.
Нагпурская провинция включала владения маратхских Бхонсле, махараджей Нагпура, влиятельных членов Маратхской конфедерации, которые завоевали большие по площади территории Центральной и Восточной Индии в XVIII столетии. В 1853 году после смерти махараджи Рагходжи III, не оставившего наследников, Нагпур был присоединён британцами согласно доктрине «выморочных владений». Территорией управлял комиссар, состоявший в подчинении у генерал-губернатора Индии. Провинция включала в себя следующие округа: Чиндвара, Нагпур, Бхандара, Чанда, Вардха, Балагхат, Дург, Раджпур и Биласпур.
В 1861 году Нагпурская провинция была объединена с Территориями Саугор и Нербудда, в результате чего были образованы Центральные провинции.